# Луїс Альфонсо Родрігес
Луїс Альфонсо Родрігес (ісп. Luis Alfonso Rodríguez, нар. 21 січня 1991, Монтеррей) — мексиканський футболіст, фланговий півзахисник клубу «УАНЛ Тигрес» та національної збірної Мексики.

## Клубна кар'єра
Вихованець клубу «Монтеррей». 25 липня 2010 року в матчі проти «Сан-Луїса» він дебютував у мексиканській Прімері. 29 серпня 2010 року в поєдинку Ліги чемпіонів КОНКАКАФ проти костариканської «Сапрісси» Родрігес забив свій перший гол за «Монтеррей». З командою він виграв чемпіонат і Лігу чемпіонів КОНКАКАФ у тому сезоні. Через високу конкуренцію Луїс майже не виходив на поле і на початку 2012 року на правах оренди перейшов в «Сан-Луїс». 29 січня в матчі проти столичної «Америки» він дебютував за новий клуб. 12 серпня в матчі проти своєї попередньої команди «Монтеррея» Родрігес забив свій перший гол за «Сан-Луїс».
Влітку 2013 року Луїс перейшов в «Чьяпас». 21 липня в матчі з «Веракрусом» він дебютував за нову команду. 15 вересня в поєдинку проти «Атласа» Родрігес забив свій перший гол за «Чьяпас».
Влітку 2016 року Луїс приєднався до УАНЛ Тигрес. 27 листопада в матчі проти УНАМ Пумас він дебютував за новий клуб. 7 травня 2017 року в поєдинку проти «Керетаро» Родрігес забив свій перший гол за УАНЛ Тигрес. Наразі встиг відіграти за монтеррейську команду понад 100 матчів у національному чемпіонаті.

## Виступи за збірну
16 квітня 2015 року в товариському матчі проти збірної США (0:2) дебютував в офіційних матчах у складі національної збірної Мексики.
У складі збірної був учасником розіграшу Золотого кубка КОНКАКАФ 2017 року, а за два роки — володарем Золотого кубка КОНКАКАФ 2019.

## Досягнення
- Володар Золотого кубка КОНКАКАФ: 2019
- Срібний призер Золотого кубка КОНКАКАФ: 2021
- Чемпіон Мексики: Апертура 2010
- Переможець Ліги чемпіонів КОНКАКАФ: 2010/11